# AIDA (маркетинг)
AIDA е акроним за маркетингова стратегия, която представлява последователност от етапи, през които продавачът преминава, за да убеди купувача в избора на покупка. Въвеждането на термина и подхода се приписва на американския пионер в рекламата и продажбите Е. Ст. Елмо Луис. През 1898 година Луис създава своя AIDA-модел на базата на изследвания на клиентите в американския застрахователен бизнес. Чрез модела той обяснява механизмите на личната продажба. Луис установява, че най-успешните търговци следват йерархичен процес, който се състои от четири етапа. Всеки етап отговаря на една от когнитивните фази, през които преминават купувачите, когато вземат решение за закупуването на нов продукт или възприемането на нова идея.
- А (Attention – внимание) – привличане вниманието на клиента[1]
- I (Interest – интерес) – повишаване интереса на клиента чрез съсредоточаване върху и демонстриране на предимствата и ползите (вместо да се фокусира върху функциите, както и в традиционната реклама).
- D (Desire – желание) – убеждаване на клиентите, че искат и желаят продукта или услугата и че тя удовлетворява техните нужди.
- А (Action – действие) – довеждане на клиента към предприемане на действия и/или покупки.

## Нови разработки
С развитието на теорията за AIDA етапите търпят промени. Добавени са нови фази:
- C (Conviction – убеждаване)
- S (Satisfaction – удовлетворение) – удовлетворяване на клиента, така че те да станат повторни клиенти и да дадат препратки на даден продукт.

Друга модификация на модела предлага само три етапа:
- C (Cognition) – информираност и обучение
- A (Affect) – емоционално въздействие: чувство, интерес, желание
- B (Behaviour) – поведение/действие

Наред с тези развития подредбата на самите етапи в AIDA става значително по-гъвкава, за да може по-ефективно да отговаря на разнообразието от възможни връзки между продукта и потребителите.